# 安东尼奥·阿吉拉尔
安东尼奥·阿吉拉尔（西班牙語：Antonio Aguilar，1960年4月7日—），西班牙男子水球运动员。他曾代表西班牙参加1980年和1984年夏季奥林匹克运动会水球比赛，两届比赛均获得第四名。